# Costanzo Rinaudo
Costanzo Rinaudo (Busca, 11 luglio 1847 – Torino, 10 maggio 1937) è stato uno storico e politico italiano.
Dopo una carriera scolastica rapidissima, conclusasi a sedici anni con l'ottenimento della licenza liceale, si iscrive all'Università di Torino, dove si laurea in Lettere (1867), Filosofia e Teologia (1869) e Giurisprudenza (1870).
Nel 1875 è nominato dottore aggregato alla Facoltà di Lettere e Filosofia dell'Ateneo torinese, dove insegna, contemporaneamente all'incarico di docenza presso il Liceo classico Vincenzo Gioberti, mantenuto dal 1873 al 1889.
Dal 1879 titolare della cattedra in Lettere alla Scuola di guerra di Torino, vi insegnerà poi Storia, con particolare riferimento al Risorgimento italiano, e Scienze sociali.
Nel 1884 fonda la Rivista Storica Italiana, di cui resta direttore fino al 1922.
In campo politico, nel 1878 è eletto consigliere provinciale a Cuneo, mentre nel 1889 diventa consigliere comunale a Torino, dove arriverà poi a ricoprire la carica di assessore all'Istruzione e alle Finanze sotto Teofilo Rossi.

## Opere
- Conferenze e prolusioni, Torino, Bona, 1881
- Cronologia della storia d'Italia dal 476 al 1870, Firenze, Barbera, 1886
- Introduzione a Emanuele Filiberto, Torino, Lattes, 1928
- Corso di storia generale, per i Ginnasi, Licei e altri Istituti d'istruzione secondaria civili e militari, Cinque volumi, Firenze, G. Barbera Editore, 1915
- Corso di storia generale per le Scuole Normali e gli Istituti Tecnici, Tre volumi, Firenze, G. Barbera Editore, 1907
- Atlante Storico per le scuole medie  Tre volumi,Torino G.B.Paravia,1938